# Seznam vrcholů v Novohradském podhůří

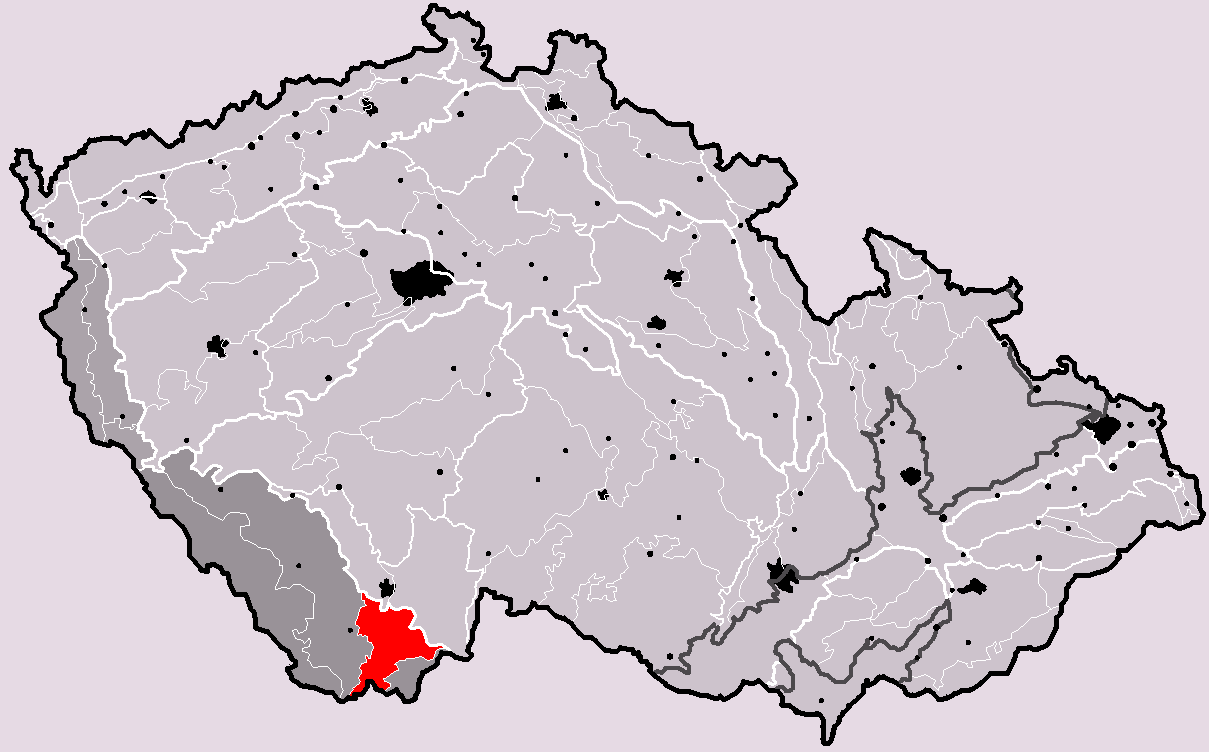
Novohradské podhůří na mapě České republiky

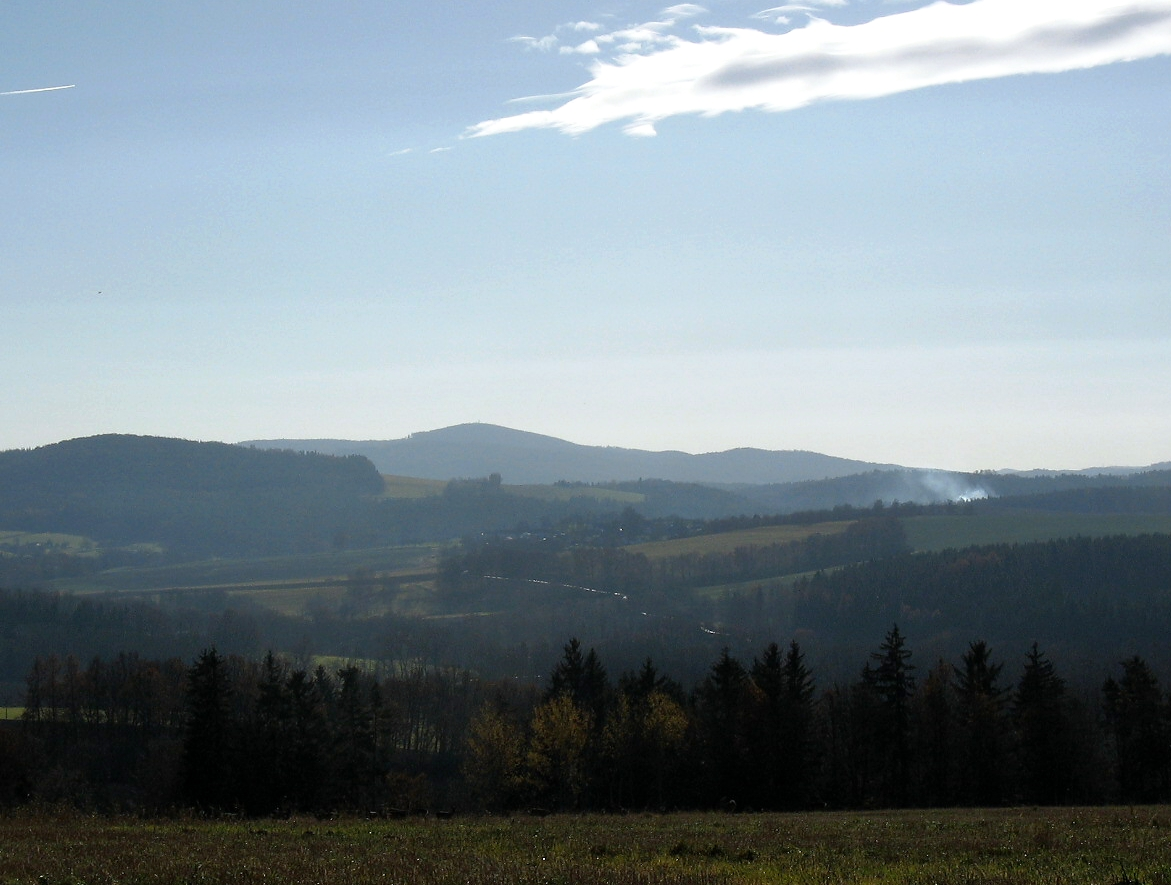
Kohout (871 m)

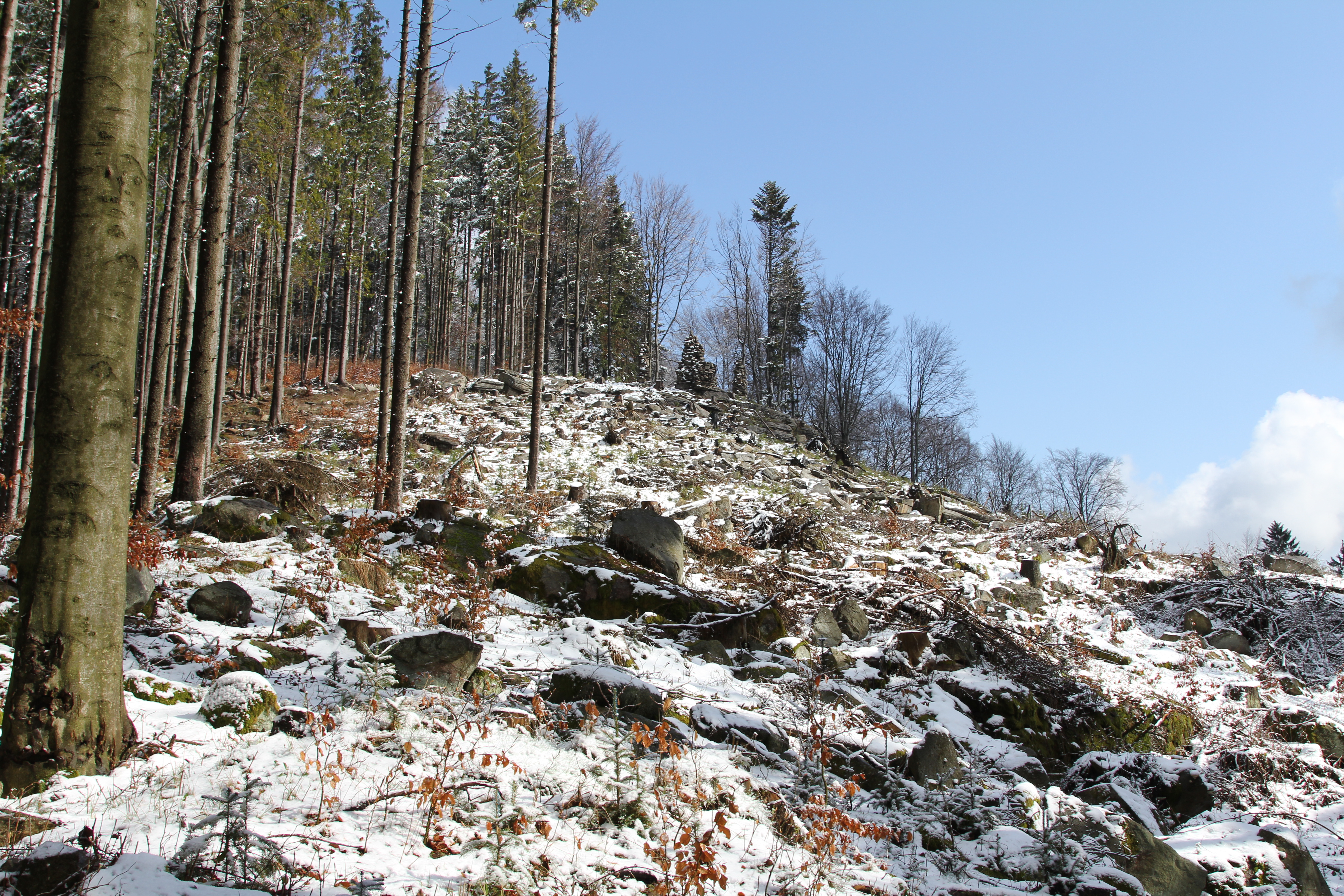
Vysoký kámen (869 m)

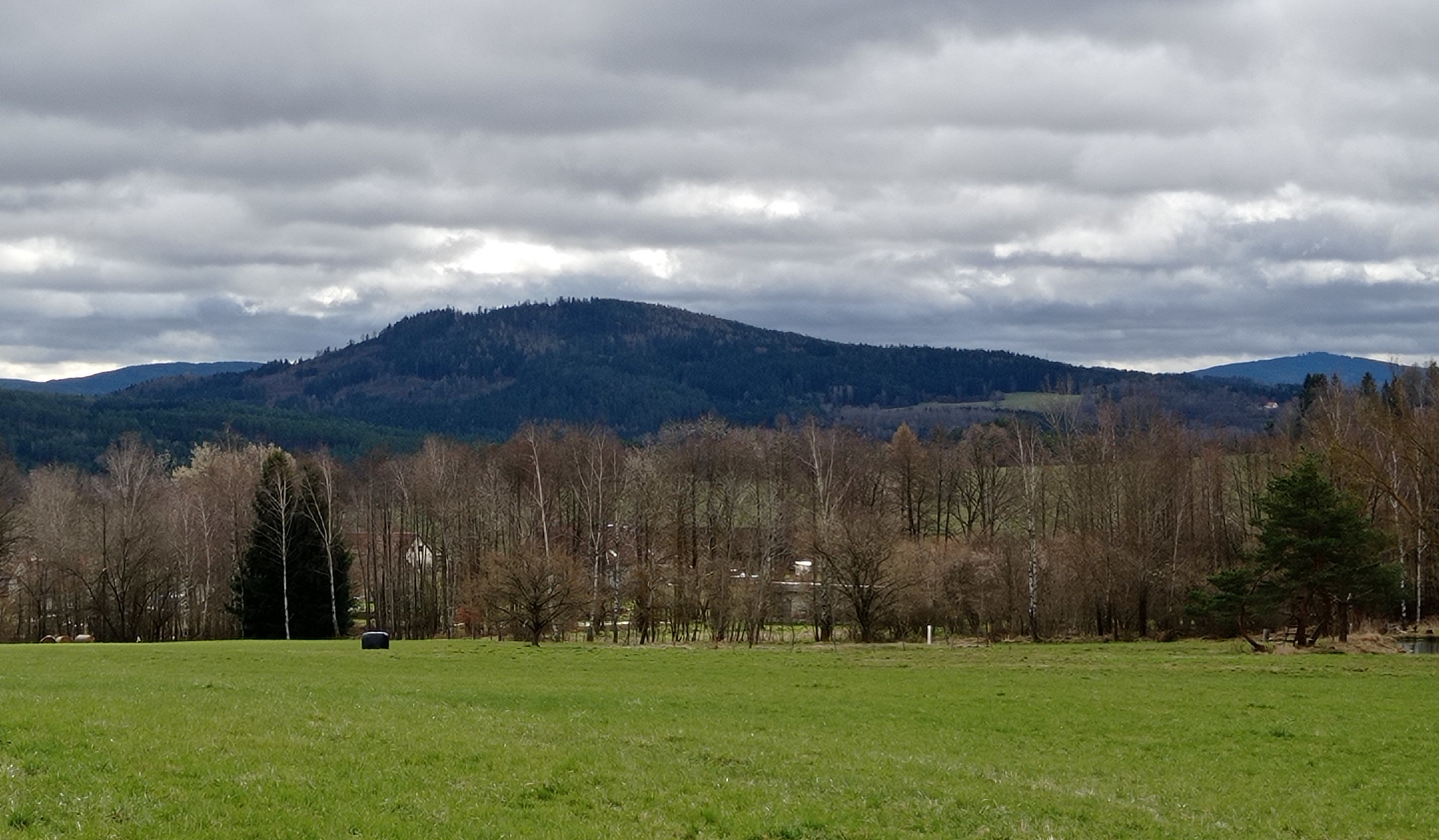
Hradišťský vrch (780 m)

Seznam vrcholů v Novohradském podhůří obsahuje pojmenované novohradské vrcholy s nadmořskou výškou nad 700 m a dále všechny vrcholy s prominencí (relativní výškou) nad 100 m. Seznam je založen na údajích dostupných na stránkách Mapy.cz a v Geoprohlížeči Zeměměřického úřadu. Jako hranice pohoří byla uvažována hranice stejnojmenného geomorfologického celku.

## Seznam vrcholů podle výšky
Seznam vrcholů podle výšky obsahuje všechny pojmenované vrcholy s nadmořskou výškou nad 700 m. Celkem jich je 21, z toho 3 s výškou nad 800 m. Nejvyšší z nich se nacházejí v podokrsku Slepičí hory. Nejvyšší horou je Kohout s nadmořskou výškou 871 m.
| #   | Vrchol          | Výška m n. m. | Souřadnice                       | Okrsek                    | Přístup                   |
| --- | --------------- | ------------- | -------------------------------- | ------------------------- | ------------------------- |
| 1.  | Kohout          | 871           | 48°46′07″ s. š., 14°34′57″ v. d. | Kohoutská vrchovina       | zelená turistická značka  |
| 2.  | Vysoký kámen    | 869           | 48°45′22″ s. š., 14°36′30″ v. d. | Kohoutská vrchovina       | červená turistická značka |
| 3.  | Tři smrky       | 824           | 48°36′35″ s. š., 14°26′42″ v. d. | Klopanovská vrchovina     | neznačeno                 |
| 4.  | Tábor           | 799           | 48°36′19″ s. š., 14°25′59″ v. d. | Klopanovská vrchovina     | neznačeno                 |
| 5.  | Vyhlídka        | 788           | 48°39′49″ s. š., 14°32′48″ v. d. | Malontská vrchovina       | neznačeno                 |
| 6.  | Hradišťský vrch | 780           | 48°44′24″ s. š., 14°32′24″ v. d. | Malontská vrchovina       | modrá turistická značka   |
| 7.  | Mikolská pláň   | 765           | 48°39′37″ s. š., 14°31′32″ v. d. | Malontská vrchovina       | neznačeno                 |
| 8.  | Mikolský vrch   | 764           | 48°39′39″ s. š., 14°31′11″ v. d. | Malontská vrchovina       | neznačeno                 |
| 9.  | Velký kámen     | 754           | 48°47′02″ s. š., 14°34′42″ v. d. | Kohoutská vrchovina       | neznačeno                 |
| 10. | Šus             | 743           | 48°36′03″ s. š., 14°26′00″ v. d. | Klopanovská vrchovina     | neznačeno                 |
| 11. | Ševcova hora    | 741           | 48°46′04″ s. š., 14°34′17″ v. d. | Kohoutská vrchovina       | neznačeno                 |
| 12. | Jeseň           | 734           | 48°46′25″ s. š., 14°33′58″ v. d. | Kohoutská vrchovina       | neznačeno                 |
| 13. | Nad Suchdolem   | 731           | 48°40′57″ s. š., 14°26′15″ v. d. | Bujanovská sníženina      | neznačeno                 |
| 14. | Hodonický vrch  | 726           | 48°43′08″ s. š., 14°33′09″ v. d. | Malontská vrchovina       | neznačeno                 |
| 15. | Polední vrch    | 721           | 48°34′16″ s. š., 14°22′34″ v. d. | Hornodvořišťská sníženina | neznačeno                 |
| 16. | Žižkův vrch     | 714           | 48°41′29″ s. š., 14°35′17″ v. d. | Malontská vrchovina       | neznačeno                 |
| 17. | Stolový vrch    | 709           | 48°40′11″ s. š., 14°31′35″ v. d. | Malontská vrchovina       | neznačeno                 |
| 18. | Střed           | 708           | 48°41′03″ s. š., 14°29′33″ v. d. | Malontská vrchovina       | neznačeno                 |
| 19. | Kalvárie        | 707           | 48°36′49″ s. š., 14°24′25″ v. d. | Hornodvořišťská sníženina | neznačeno                 |
| 20. | Tichý vrch      | 705           | 48°38′16″ s. š., 14°30′56″ v. d. | Bujanovská sníženina      | neznačeno                 |
| 21. | Kameniště       | 702           | 48°40′39″ s. š., 14°28′50″ v. d. | Malontská vrchovina       | neznačeno                 |

## Seznam vrcholů podle prominence
Seznam vrcholů podle prominence obsahuje všechny novohradské vrcholy s prominencí (relativní výškou) nad 100 m bez ohledu na nadmořskou výšku. Celkem jich je 6. Nejprominentnějším vrcholem je Kohout (204 m), který je zároveň vrcholem nejvyšším.
| #  | Vrchol          | Výška m n. m. | Promi- nence | Izolace (km)               | Souřadnice                       | Přístup                   |
| -- | --------------- | ------------- | ------------ | -------------------------- | -------------------------------- | ------------------------- |
| 1. | Kohout          | 871           | 204          | 7,6 → Lužnický vrch        | 48°46′07″ s. š., 14°34′57″ v. d. | zelená turistická značka  |
| 2. | Hradišťský vrch | 780           | 165          | 3,7 → Kohout               | 48°44′24″ s. š., 14°32′24″ v. d. | modrá turistická značka   |
| 3. | Tři smrky       | 824           | 116          | 4,0 → Leopoldschläger Berg | 48°36′35″ s. š., 14°26′42″ v. d. | neznačeno                 |
| 4. | Chlumská hora   | 656           | 113          | 4,4 → Velký kámen          | 48°48′31″ s. š., 14°31′11″ v. d. | neznačeno                 |
| 5. | Věncova hora    | 652           | 112          | 3,7 → Jiříčkův vrch        | 48°51′40″ s. š., 14°23′28″ v. d. | neznačeno                 |
| 6. | Vysoký kámen    | 869           | 111          | 2,3 → Kohout               | 48°45′22″ s. š., 14°36′30″ v. d. | červená turistická značka |